# NGC 300
NGC 300 (ook wel PGC 3238, ESO 295-20, MCG -6-3-5, AM 0052-375 of IRAS00528-3758) is een spiraalvormig sterrenstelsel in het sterrenbeeld Beeldhouwer.
NGC 300 werd op 5 augustus 1826 ontdekt door de Schots-Australische astronoom James Dunlop.
Vanuit de Benelux kan het stelsel NGC 300 niet worden waargenomen daar het tijdens het culmineren ervan niet hoger dan 1 graad boven de zuidelijke horizon komt. De zwakke helderheid van NGC 300 laat niet toe dat het licht van dit object zichtbaar is na het trajekt door de aardatmosfeer (vergelijkbaar met het verzwakte licht van de zon tijdens zonsopkomst of zonsondergang).